# Lijst van vlaggen van Indonesië
Dit is een lijst van vlaggen van Indonesië.

## Nationale vlag (perFIAV-codering)
|          | Civiele vlag | Staatsvlag | Oorlogsvlag |
| -------- | ------------ | ---------- | ----------- |
| Te land  | · ?          | · ?        | · ?         |
| Te water | · ?          | · ?        | · ?         |

## Militaire vlaggen
De oorlogsvlag is reeds in de eerste tabel te vinden.
| Vlag  | Periode | Functie | Beschrijving                                                |
| ----- | ------- | ------- | ----------------------------------------------------------- |
| Geus. |         | Geus.   | Vijf rode en vier witte horizontale banen, allen even hoog. |

## Vlaggen van afscheidingsbewegingen
| Vlag                                         | Periode | Functie                                      | Beschrijving                       |
| -------------------------------------------- | ------- | -------------------------------------------- | ---------------------------------- |
| Vlag van de Beweging Vrij Atjeh (GAM).       |         | Vlag van de Beweging Vrij Atjeh (GAM).       |                                    |
| Vlag van de afscheidingsbeweging in Riau.    |         | Vlag van de afscheidingsbeweging in Riau.    |                                    |
| Vlag van de Republik Maluku Selatan.         |         | Vlag van de Republik Maluku Selatan.         |                                    |
| Vlag van de afscheidingsbeweging in Papoea.  |         | Vlag van de afscheidingsbeweging in Papoea.  | Zie het artikel Morgenster (vlag). |
| Vlag van de afscheidingsbeweging op Celebes. |         | Vlag van de afscheidingsbeweging op Celebes. |                                    |